# Всемирный прайд-парад
Всемирный прайд-парад (англ. WorldPride) — организуемое международным объединением InterPride событие, которое помогает геям, лесбиянкам, бисексуалам и трансгендерам обратить внимание международного сообщества на свои проблемы через парады, фестивали и другие культурные мероприятия. С 2014 года Всемирный прайд-парад будет проводиться раз в пять лет.
Первый Всемирный прайд-парад прошёл в Риме в 2000 году, в 2006 он прошёл в Иерусалиме, а в 2012 году парад прошёл в Лондоне и совпал с XIX Европрайдом и XXX Летними Олимпийскими играми.
Город, который будет принимать Всемирный прайд-парад избирается членами, входящими в InterPride на ежегодной конференции (англ. Annual General Meeting). В 2014 году парад принял Торонто, который опередил Стокгольм во втором туре голосования.

## Всемирный прайд-парад в Риме 2000

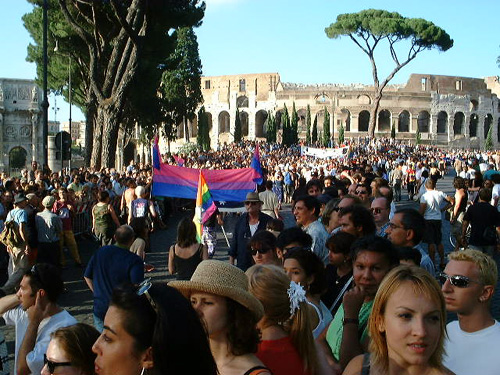
Участники прайд-парада в Риме на фоне колизея

На 16-й ежегодной конференции InterPride, состоявшейся в октябре 1997 года в Нью-Йорке, члены InterPride проголосовали за создание Всемирного прайд-парада, право на проведение которого в период с 1 по 9 июля 2000 года получил Рим. Мероприятие было организовано группой итальянских гей-активистов Марио Миели вместе с InterPride.
Римские чиновники пообещали организаторам прайд-парада финансовую помощь в размере $200,000, однако, по давлением Ватикана и оппозиционных консервативных политиков, мэр Рима Франческо Рутелли 30 мая 2000 года отозвал материально-техническую и денежную поддержку. Всего через несколько часов после этого, Рутелли изменил своё решение. Он вернул деньги и пообещал помочь с разрешением на проведение парада. Вместе с тем, он приказал организаторам убрать с улиц города логотип и рекламу мероприятия. Против проведения прайд-парада был решительно настроен папа римским Иоанн Павел II, который рассматривал парад, как посягательство на многочисленных католических паломников, посещающих Рим в дни юбилея Великой Римско-католической церкви. Иоанн Павел II обратился к толпе, собравшейся на площади Святого Петра во время Всемирного прайд-парада 2000. В своем обращении он высказался о мероприятии, как об «оскорблении христианских ценностей в городе, который так дорог сердцу католиков по всему миру».
По оценкам организаторов Всемирный прайд-парад собрал около 250,000 участников на двух площадках. Парад стал одним из крупнейших мероприятий, проводимым в Риме, за время которого прошли показы мод, большой парад, концерты Глории Гейнор, The Village People, Ру Пол и Джери Халлиуэлл.

## Всемирный прайд-парад в Иерусалиме 2006

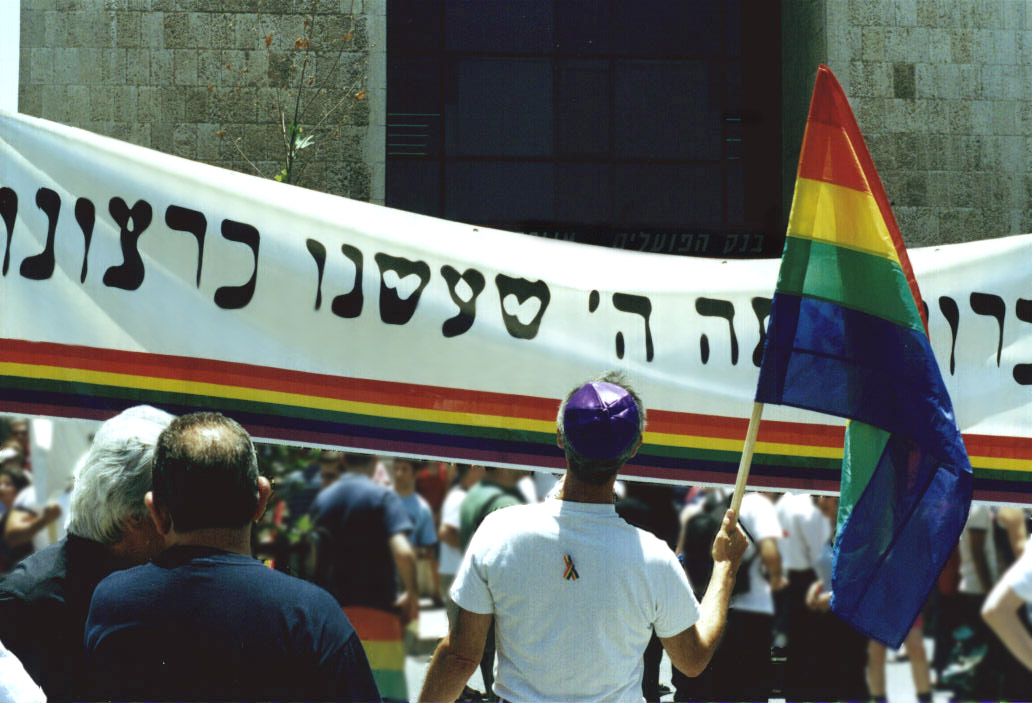
Прайд-парад в Иерусалиме

На 22-й ежегодной конференции InterPride, состоявшейся в октябре 2003 года в Монреале, более 150 делегатов из 51 страны проголосовали за предложение Правительства Иерусалима провести Всемирного прайд-парада 2006 года в «Святом городе».
Первая попытка провести Всемирного прайд-парада в Иерусалиме была предпринята в 2005 году, однако его проведение отложили на год из-за обострения отношений Израиля и Палестинского Правительства Сектора Газа. Девизом парада стало выражение — «Любовь без границ». [10] Маршрут самого парада был запланирован из центра города по улице Бен-Иегуда, специально для того, чтобы участники смогли увидеть одну из самых жестких когда-либо созданных границ: 25-футовую бетонную стену, разделяющую две части города.
После того, как Иерусалим был выбран в качестве места проведения Всемирного прайд-парада, Тель-Авив объявил об отмене своего ежегодного прайд-прайда, для того чтобы больше израильтян приняли участие в мероприятии в Иерусалиме. Главный парад был запланирован на 6 августа, однако, как и в Риме, получил резкий отпор со стороны израильских религиозных кругов. Правительство Иерусалима отменило марш, заявив, что Израилю не хватает солдат для защиты демонстрантов. За неделю, в соответствии с графиком, прошло пять конференций, кинофестиваль, выставки, литературные и политические события. Однако, основной парад был отменен.

## Всемирный прайд-парад в Лондоне 2012

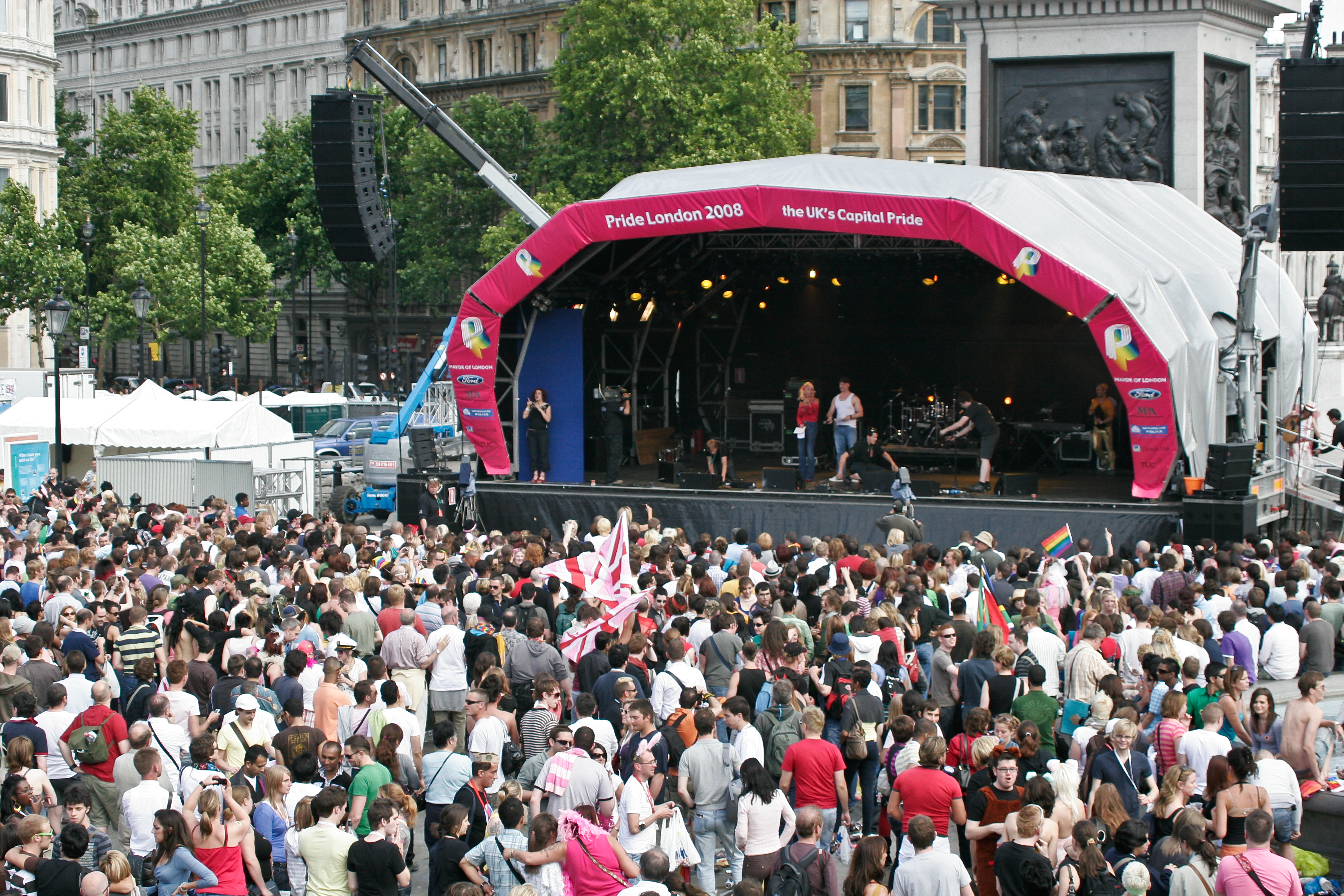
Сцена на Трафальгарской площади во время прайд-парада в Лондоне

На 27-й ежегодной конференции InterPride, состоявшейся в октябре 2008 года в Ванкувере, участники проголосовали за предложение провести Всемирного прайд-парада 2012 года в столице Соединенного Королевства прямо перед Лондонскими Олимпийскими и Паралимпийскими играми.
Всемирного прайд-парад включал в себя различные театральные представления, дискуссии, поэтические встречи, концерты и вечеринки, кульминацией которых был основной парад по улицам столицы, который,  более 1 миллиона зрителей. Две недели праздников состоялись в период с 23 июня по 8 июля 2012 года. Основной парад состоялся 7 июля.

## Всемирный прайд-парад в Торонто 2014
Комитет по туризму Торонто представил свою заявку на проведение Всемирного прайд-парад в период с 27 июня по 6 июля 2014 года. Участники 28-й ежегодной конференции InterPride, состоявшейся в октябре 2009 года в Санкт-Петербурге, Флорида проголосовали за предложение провести мероприятие впервые в Северной Америке. В первом туре голосования Торонто обошёл Стокгольм с перевесом в 16 голосов (77 против 61). Во втором туре голосования Торонто выиграл 78% голосов (необходимые для завершения процесса отбора 2/3 голосов).  [15] Всемирного прайд-парад в Торонто будет включать в себя: церемонию открытия, международную конференцию по правам человека, различные общественные мероприятия, включая празднование Дня Канады и Дня независимости США, а также выставку, посвященную 45-летию Стоунволлских бунтов.
Ожидается, что Всемирный прайд-парад в Торонто соберет более 1 млн участников. Поступления от парада в бюджет города, по самым скромным оценкам, составят более $130 миллионов.